# Deutsche Ehrendenkmünze des Weltkriegs (Deutsche Ehrenlegion)

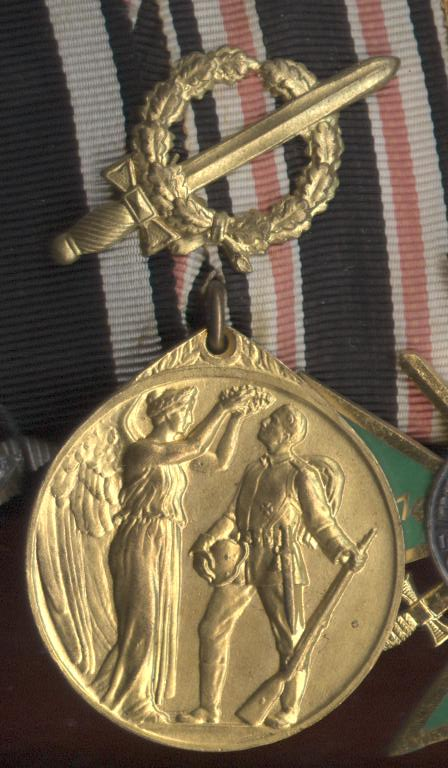
Die Deutsche Ehrendenkmünze des Weltkriegs, vergoldete Variante, Vorderseite mit aufgelegtem Kampfabzeichen.

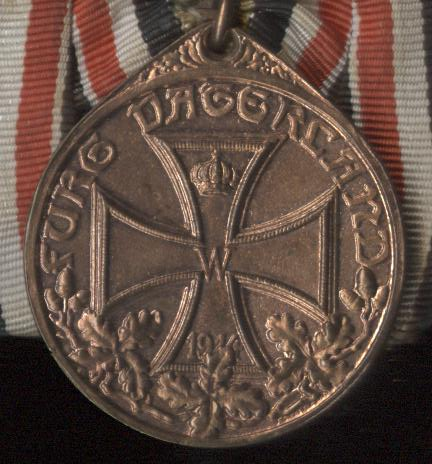
Rückseite der Medaille, verkupferte Ausführung.

Die Deutsche Ehrendenkmünze des Weltkriegs ist eine der bekanntesten, nicht-staatlichen, deutschen Weltkriegs-Gedenk-Auszeichnungen, aus der Zeit der Weimarer Republik.

## Vorgeschichte
Noch im Krieg, etwa ab Herbst 1917, wurde in amtlichen Kreisen des Deutschen Reiches über die beabsichtigte Schaffung einer Kriegsdenkmünze beraten. Nachdem der Kaiser und die deutschen Bundesfürsten dem Plan zugestimmt hatten, beschäftigte man sich seit Juli 1918 mit der konkreten Gestaltung der Medaille. Unter den eingereichten Vorschlägen befand sich auch ein Entwurf des renommierten Malers Franz Stassen. Durch die sich überschlagenden Kriegsereignisse, die Revolution und die völlige Umgestaltung der politischen Verhältnisse wurde das Projekt aber nicht mehr weiter verfolgt.
In der Weimarer Republik unterblieb aus verschiedenen politischen Gründen die Stiftung eines offiziellen Erinnerungszeichens an den Weltkrieg 1914–18, wogegen die meisten anderen Staaten (auch der Verliererseite) jedoch entsprechende Dekorationen schufen. Für die Staaten auf der Verlierseite war eine solche Auszeichnung der frustriert zurückkehrenden Soldaten geradezu eine psychologische Notwendigkeit. Sie diente ihrer Wiedereingliederung in die veränderte Gesellschaft und in den neuen Staat und schuf jenseits aller politischen Überlegungen ein Gefühl der persönlichen Anerkennung und Akzeptanz der vollbrachten Leistungen. Dies wurde in Deutschland versäumt, wodurch bei den Kriegsveteranen große Unzufriedenheit, Staatsverdrossenheit und ein starkes ideelles Vakuum entstand.
Jene Lücke füllten zahlreiche kleinere und größere Verbände mit privaten Stiftungen von Weltkriegsehren- und Erinnerungszeichen und einem „vaterländischen Rahmenprogramm“ aus. Unter ihnen nimmt die Deutsche Ehrendenkmünze des Weltkriegs eine besondere Stellung ein, nicht nur weil sie eine der populärsten dieser Auszeichnungen war, sondern weil sie der verleihende „Ordensrat“, nach seinem Selbstverständnis, als die „einzig offizielle“ ansah und die Dekoration auch stets "i.V." verlieh; „in Vertretung für den Kaiser bzw. die Regierung“.
Alle jene oft sehr kunstvoll und aufwändig gestalteten nicht-offiziellen Weltkriegs-Ehrenzeichen wurden mit der Stiftung des (recht bescheiden und nur einseitig geprägten) staatlichen Ehrenkreuzes des Weltkrieges, 1934 verboten, ihre Verleihung spätestens zu diesem Zeitpunkt eingestellt, das weitere Tragen untersagt. Vereinzelt gingen Verleihungen dieser „privaten“ Ehrenzeichen illegal noch einige Zeit weiter (bis 1935), faktisch wurden sie auch oft mit stillschweigender Duldung neben den offiziellen Orden und Ehrenzeichen weitergetragen.

## Stiftung und Verleihung

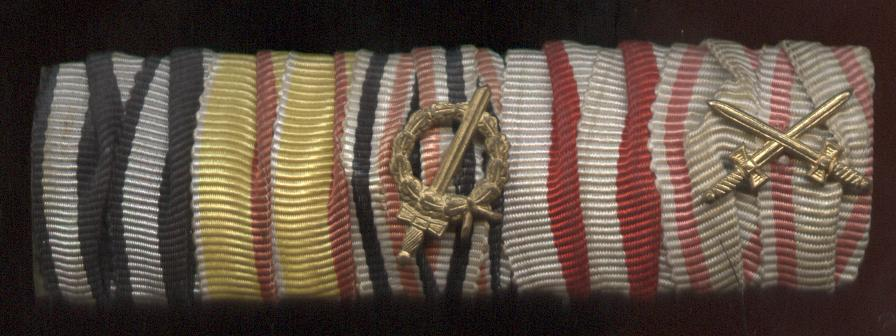
Bandspange; mittig Band zur Ehrendenkmünze des Weltkrieges, mit aufgelegtem Miniatur-Kampfabzeichen.

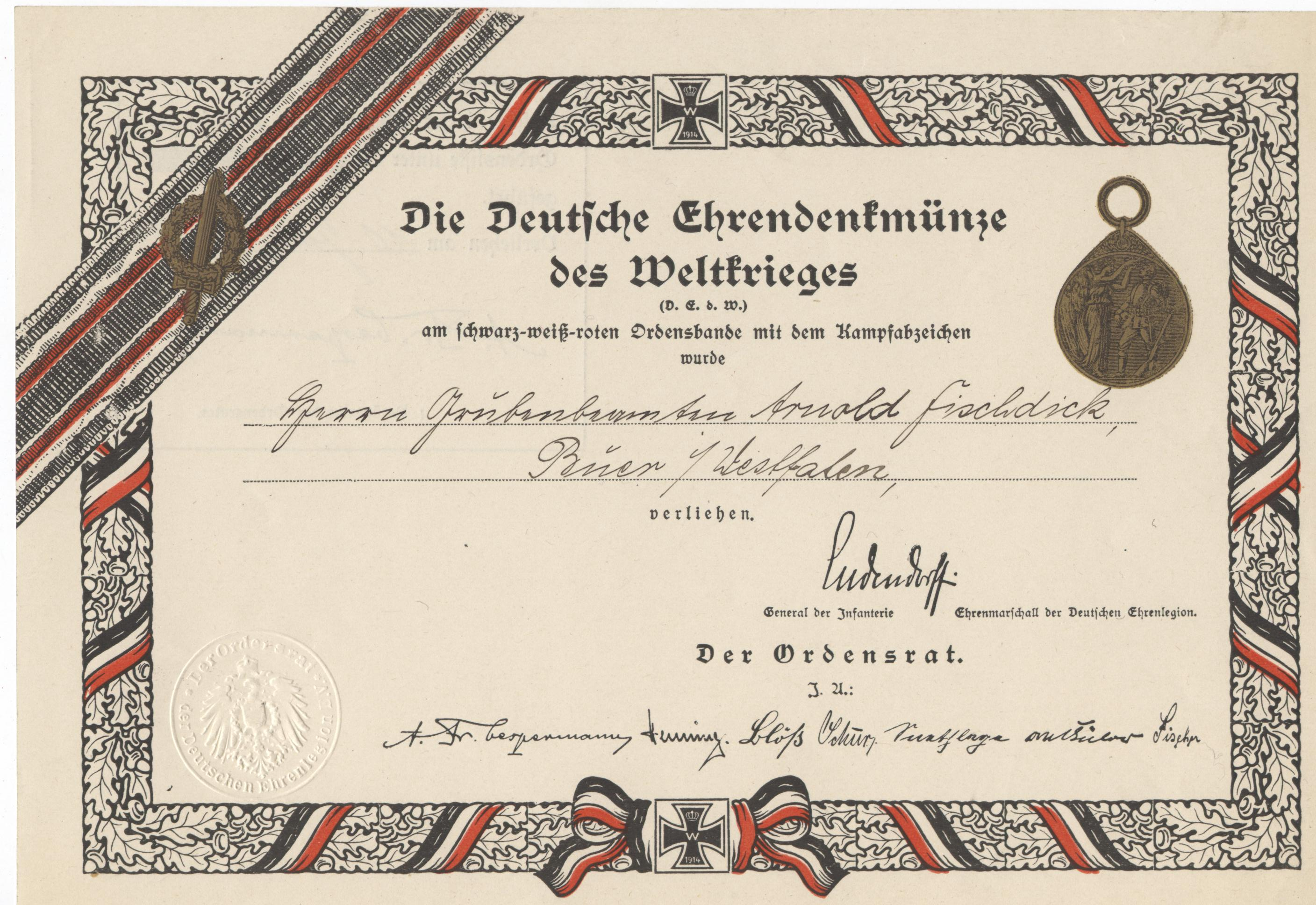
Verleihungsurkunde zur Medaille mit dem Kampfabzeichen.

1921 griff man mangels der Stiftung eines offiziellen, staatlichen, deutschen Ehrenzeichens im Gedenken an den Weltkrieg 1914–18, im „Verband national gesinnter Soldaten“, die bereits während des Krieges beabsichtigte Stiftung einer Kriegsdenkmünze wieder auf. Als Institution innerhalb dieses „Verbandes national gesinnter Soldaten“ trat ein „Ordensrat“ ins Leben, welcher die Medaille i. V., das heißt in Vertretung des Kaisers bzw. des Staates verleihen sollte. Kurz vor dem Verbot des „Verbandes national gesinnter Soldaten“ löste sich dieser Ordensrat aus der Vereinigung heraus und wurde eine selbstständige Institution. Gleichzeitig verlegte er seinen Sitz von Berlin nach Buxheim an der Iller, in Bayern. Der Ordensrat konstituierte sich am 21. September 1921 als eingetragener Verein und es waren in ihm Angehörige aller Dienstgrade des alten Heeres vertreten, nicht nur Offiziere. An der Spitze des Ordensrates standen der Ehrenmarschall, der Kanzler und der Vorstand. Zunächst fungierte als Ehrenmarschall Generaloberst Karl von Einem, als Kanzler und treibende Kraft der Medaillenstiftung Hauptmann a. D. Rudolf Hering-Deutschwehr.
Die Inhaber der Medaille wurden – auf freiwilliger Basis – in der sogenannten „Deutschen Ehrenlegion“ zusammengeschlossen. Diese Bezeichnung lehnte sich durchaus beabsichtigt an die berühmte „Französische Ehrenlegion“ an und der Verband gliederte sich anfangs, ebenso wie diese, in Legionen und Kohorten als Untergruppen. Der Vorstand des Ordensrates war automatisch auch der Vorstand der "Deutschen Ehrenlegion"; ansonsten waren die Organisationen unabhängig voneinander.
Die Ordenssatzung der Deutschen Ehrendenkmünze des Weltkrieges führt mit Datum vom 1. Dezember 1922 aus:

„
- Die Deutsche Ehrendenkmünze des Weltkrieges, D.E.d.W., ist eine Auszeichnung die geschaffen wurde, den Toten zum Gedächtnis, den Lebenden zur Ehrung, den Kommenden zur Nacheiferung. Sie ist die historische Auszeichnung, die zur Verleihung gekommen wäre, wenn der Sieg der ruhmvollen deutschen Waffen nicht heimtückisch hintertrieben worden wäre. Sie wird auf Antrag oder Vorschlag vom  Ordensrat i.V. für die D.E.d.W. verliehen.
- Die D.E.d.W. wird als Kriegsauszeichnung an einem schwarz-weiß-roten Ordensbande, unmittelbar hinter den deutschen Kriegsorden getragen.
- Die D.E.d.W. kann allen Männern und Frauen verliehen werden, deren Würdigkeit für diese Auszeichnung durch die schriftliche, ehrenwörtliche Erklärung begründet wird, dass sie während des Weltkrieges und seiner Folgezeit bemüht waren, nach bestem Wissen und Gewissen für das deutsche Vaterland ihre Pflicht zu tun.
- Männern die auf Ehre und Gewissen versichern, als Frontkämpfer dem Feinde gegenüber gestanden zu haben, wird zur D.E.d.W. das Kampfabzeichen verleihen, bestehend aus Schwert und Eichenkranz.“

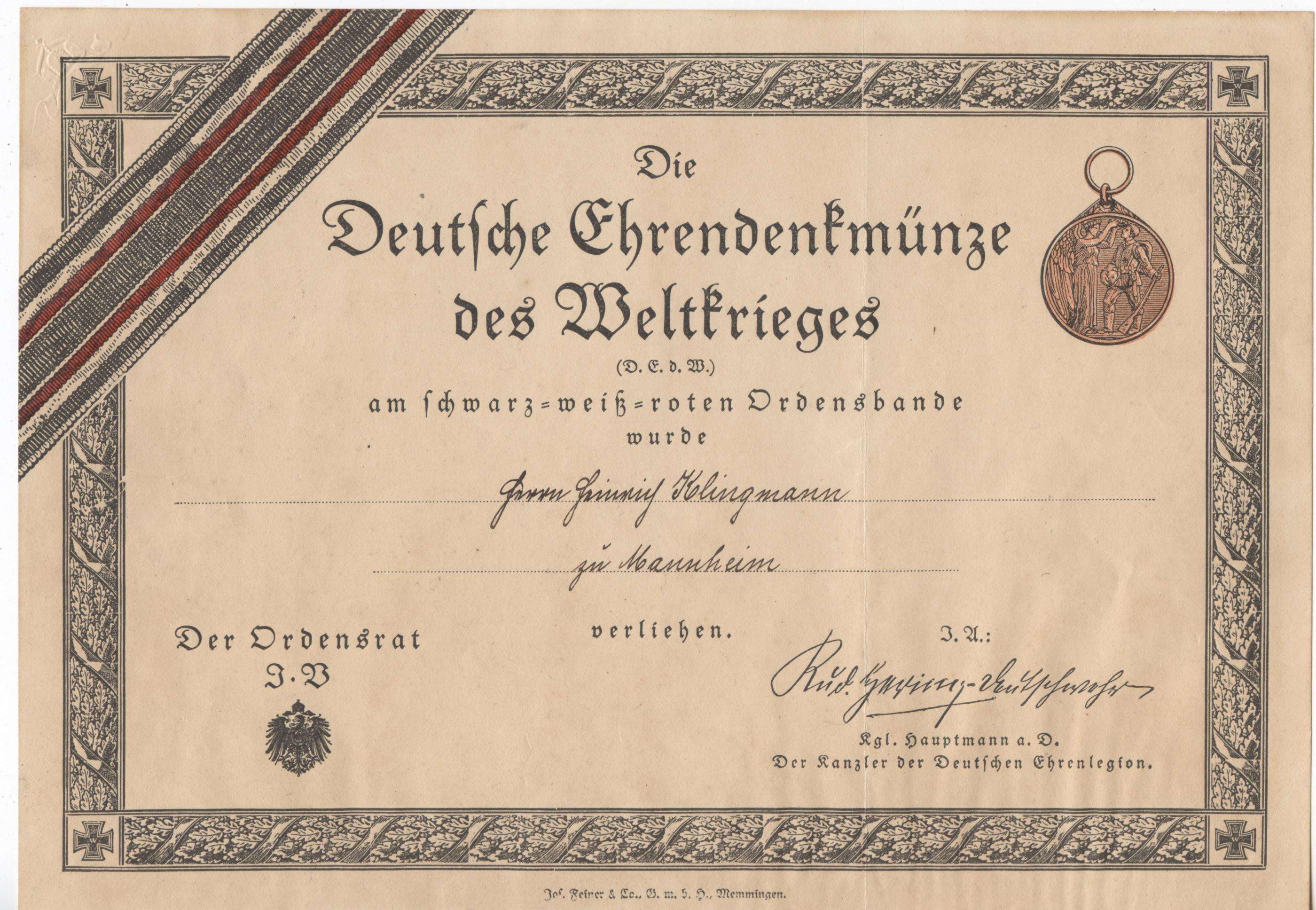
Verleihungsurkunde zur Medaille ohne Kampfabzeichen.

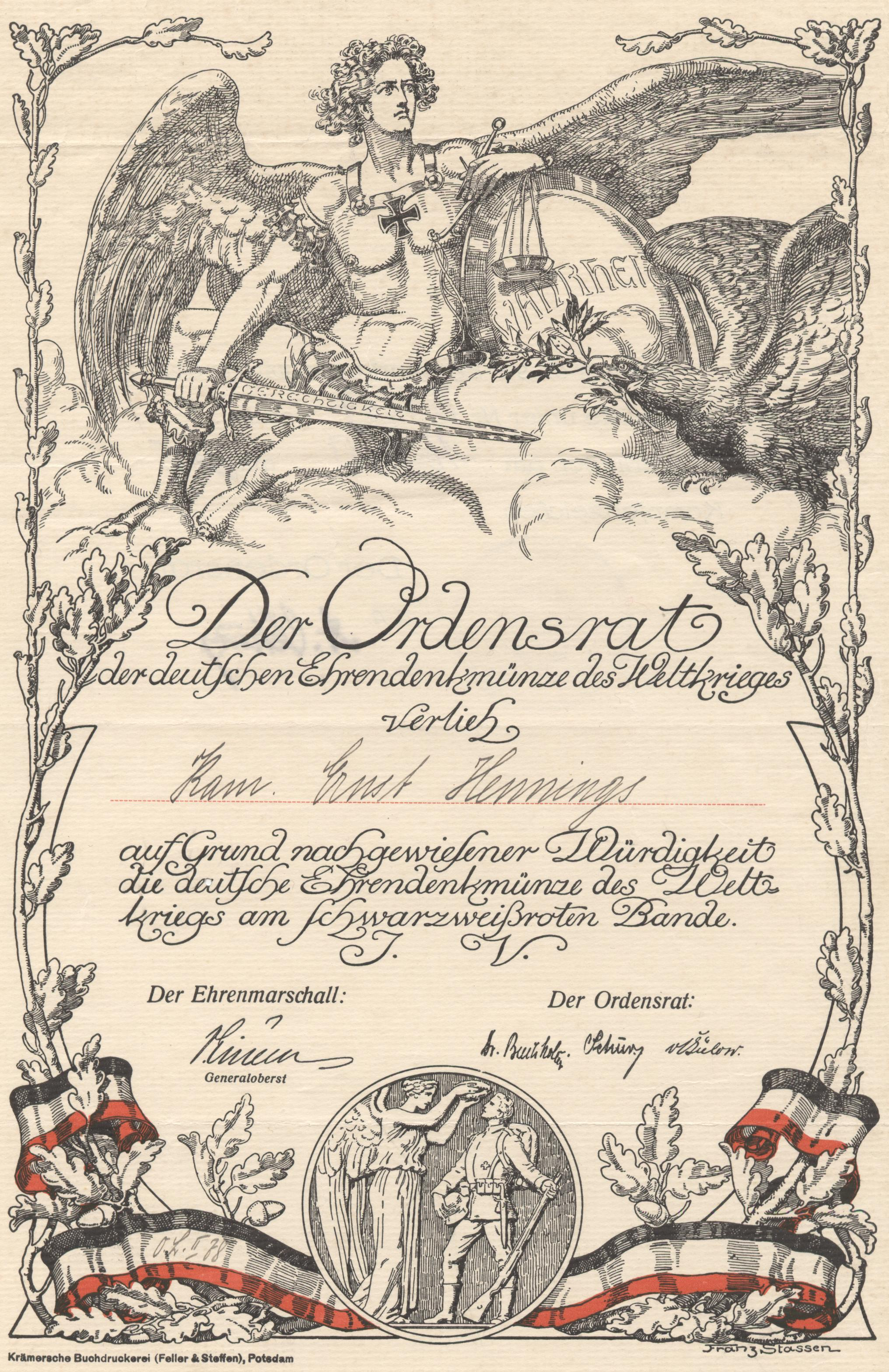
Urkunde über Verleihung ehrenhalber.

Liest man die verklausulierten und dehnbaren Verleihungsbedingungen genau, so ergibt sich, dass die Medaille praktisch von jedermann (männlich oder weiblich, Soldat oder Zivilist) erworben werden konnte. Es bedurfte weder eines Nachweises besonderer Taten zum Erhalt der Medaille noch der Dokumentation der Kampftätigkeit als Frontkämpfer (z. B. durch das Soldbuch) zum Erwerb des Kampfabzeichens. Quasi war nur die „vaterländische Gesinnung“ als Verleihungskriterium verlangt. Die Vergabe der Medaille war ganz offensichtlich auf die Schaffung einer möglichst mitgliederstarken, nationalen Vereinigung ausgerichtet, geeint durch die gleiche Dekoration als Erkennungszeichen und organisiert in der „Ehrenlegion“.
Überdies verlieh der Ordensrat auch noch zusätzlich Medaillen „ehrenhalber“ an Personen, die sich nicht darum bemüht hatten, aber für „würdig“ befunden wurden. Dies waren meist bekannte Persönlichkeiten, die sich dadurch geehrt fühlen sollten, es aber tatsächlich nicht immer waren, da sie den Stellenwert der Medaille leicht durchschauten. Der im Exil lebende Kaiser distanzierte sich z. B. nachdrücklich von der Medaille, der deutschen Ehrenlegion und dem Ordensrat, der sozusagen in seiner Stellvertretung die Medaille verlieh.
Es kam sogar so weit, dass andere Offiziere daraufhin 1925 als Konkurrenz, den „Ehrenbund deutscher Weltkriegsteilnehmer e.V.“ und das mit ihm verbundene Kriegsehrenkreuz begründeten, da sie den Betreibern der Deutschen Ehrendenkmünze des Weltkrieges jede höhere Legitimation absprachen und ihre diesbezüglichen Einlassungen als Betrug brandmarkten.
Die Vergabe der Medaille und die Organisation der deutschen Ehrenlegion ging trotzdem ungebrochen weiter. Der Ordensrat zog 1924 von Bayern nach Mecklenburg um und war ab 1927 schließlich wieder in Berlin ansässig. Mehrfach wurde das Gremium umgestaltet. Der Initiator Hauptmann Hering-Deutschwehr schied schon 1924 aus. Dafür trat jetzt der schillernde General Erich Ludendorff an die erste Stelle, mehrere Generale und hohe Offiziere mit wohlklingenden, bekannten Namen (z. B. Paul von Bülow, General Max Schlee Pascha und Gerhard Roßbach) unterstützten ihn.
Der Ordensrat der D.E.d.W. reagierte 1934 sofort und offiziell auf die Stiftung des Ehrenkreuzes des Weltkrieges, stellte die Verleihungen gemäß der neuen Rechtslage ohne Wenn und Aber ein und löste sich freiwillig auf. Das vorhandene Gewinn-Kapital in Höhe von 15.000 RM wurde der Reichsregierung zugunsten Schwerkriegsbeschädigter übereignet. Am 28. Juli 1934 fand die letzte Sitzung des Ordensrates statt, auf der er sich auflöste. Die "Deutsche Ehrenlegion" bestand zunächst noch fort, schloss sich jedoch später dem "Reichskriegerbund Kyffhäuser" an, wodurch ihre eigenständige Existenz aufhörte.

## Aussehen
Der Ordensrat griff bei der Gestaltung auf den Entwurf des Künstlers Franz Stassen zur geplanten Kriegsdenkmünze vom Herbst 1918 zurück. Der Maler entwarf eine neue Vorderseite, die nunmehr statt des Porträts des Kaisers, einen Soldaten und eine Friedensgöttin zeigte, die Rückseite blieb gleich. Franz Stassen entwarf auch das Medaillenband und das Kampfabzeichen. Die Medaille besteht aus Bronze, kommt auch leuchtend vergoldet und kupferfarben getönt vor, ebenso das Kampfabzeichen. Sie hat einen Durchmesser von 32 mm und oben eine Erhöhung mit Bohrung für den Ring. Die Erhöhung ist vorderseitig mit Lorbeerblättern, rückseitig mit Eichenlaub verziert. Die Medaillen wurden mit variierenden Schmuckurkunden verliehen, die bei zusätzlicher Vergabe des Kampfabzeichens auch dieses erwähnen. Ehrenverleihungen sind mit großformatigen Schmuckblatturkunden erfolgt, die ebenfalls Franz Stassen entworfen hat.
Vorderseite
Auf glatter Fläche, innerhalb eines schmalen, erhöhten Randes steht links eine Siegesgöttin mit Flügeln, im langen Gewand. Sie hat die Arme erhoben und ist im Begriff dem vor ihr stehenden Soldaten einen Lorbeerkranz aufs Haupt zu setzen. Der Soldat in Frontkämpfermontur des Weltkrieges steht rechts. In der rechten Hand hält er den Stahlhelm und drückt ihn an seine Hüfte, mit der linken Hand hält er nach rückwärts abspreizend sein am Boden aufstehendes Gewehr. Auf seiner Brust ist deutlich das Eiserne Kreuz I. Klasse zu erkennen.
Rückseite
Auf glatter Fläche, innerhalb eines schmalen, erhöhten Randes ist die Vorderseite des Eisernen Kreuzes von 1914 abgebildet. Darunter liegen, der Medaillenkrümmung folgend, zwei Eichenzweige, die etwas auf den unteren Arm des Eisernen Kreuzes ragen. Über dem Eisernen Kreuz, in großen Frakturbuchstaben, ebenfalls der Krümmung der Medaille folgend, die Inschrift: FÜRS VATERLAND.

## Trageweise

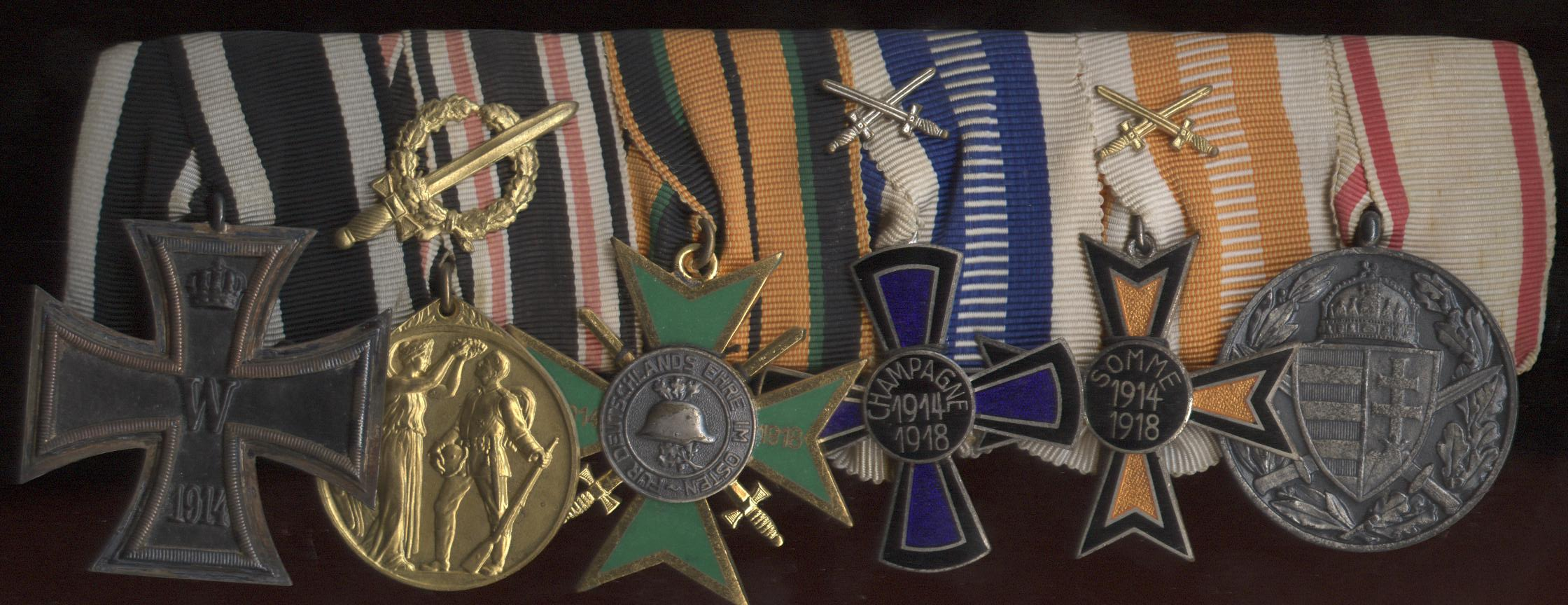
Die Ehrendenkmünze des Weltkriegs an großer Ordensspange montiert. V. l. n. r.: Eisernes Kreuz II. Kl., Ehrendenkmünze des Weltkriegs mit Kampfabzeichen, Ostfrontkreuz, Champagne-Kreuz, Somme-Kreuz, Ungarische Kriegsdenkmünze 1914–18.

Getragen wurde die Auszeichnung auf der linken Brust, an einem Band, mit einem breiten, schwarzen Mittelstreifen (8 mm), rechts und links davon ein ca. 1 mm breiter weißer Streifen. Daran, sich rechts und links anschließend, die Reichsfarben schwarz/weiß/rot in Trikolorenform nebeneinanderliegend. Das Band hat seitlich zwei äußere weiße Kanten von ca. 1 mm.
Frauen trugen die Medaille an einer Damenschleife vom gleichen Band.

## Kampfabzeichen
Frontsoldaten konnten auf dem Band das Kampfabzeichen befestigen, eine hohl gepresste Spange, die ein nach rechts aufwärts zeigendes Schwert darstellt, das durch einen Lorbeerkranz gesteckt ist. Unten liegt das Schwert unter dem Kranz, oben darüber.

## Besonderes

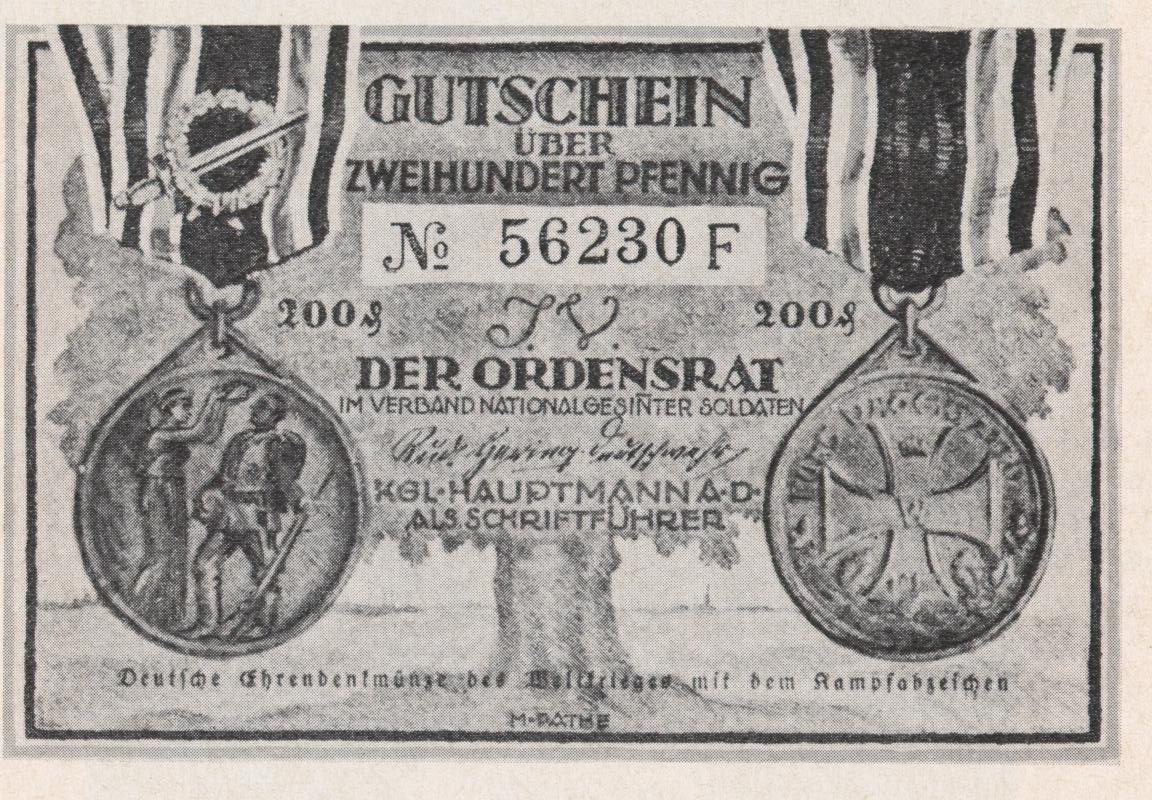
Vorderseite der Notgeldscheine.

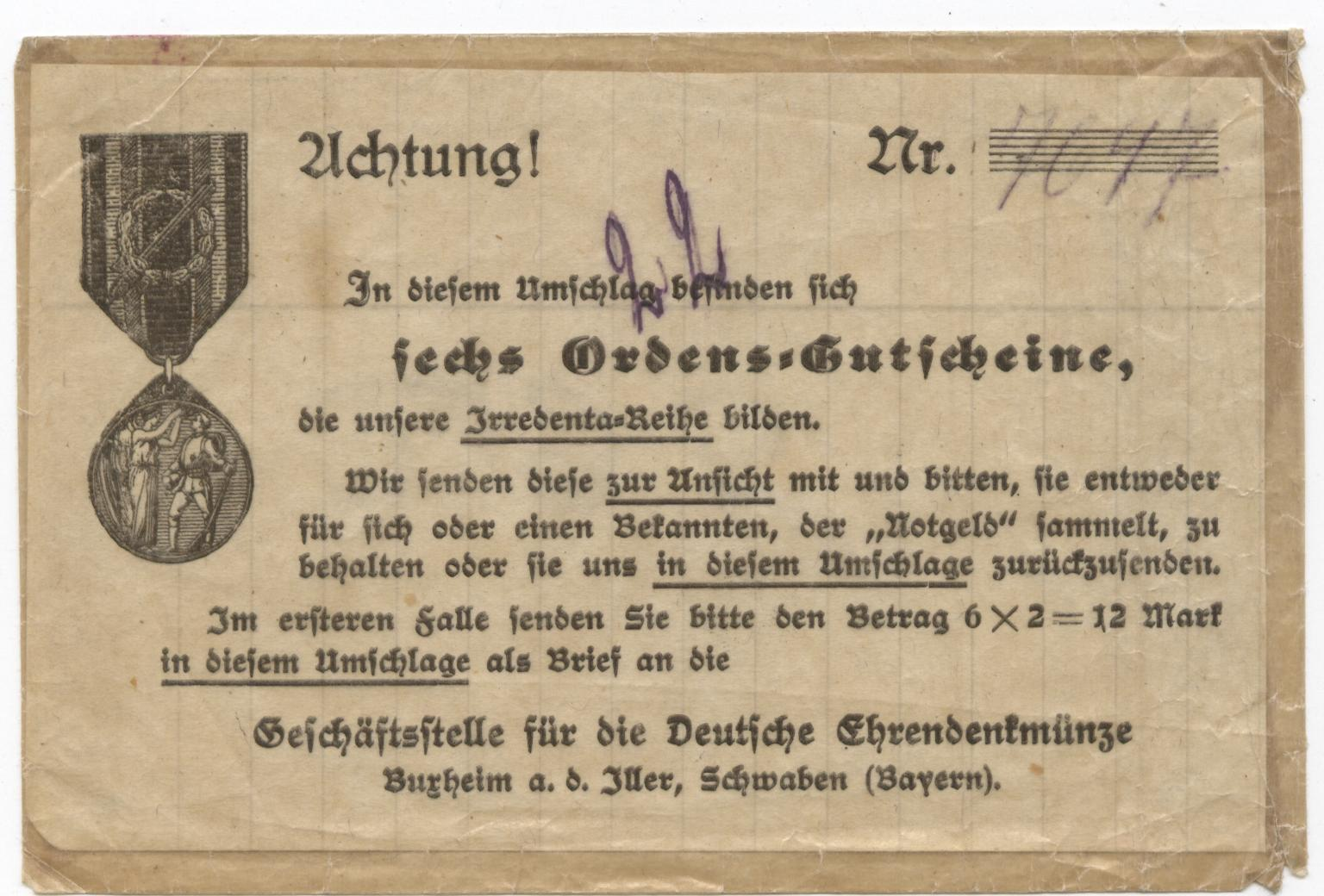
Tütchen, in dem die Notgeldscheine als Postwurfsendung verschickt wurden.

Der Ordensrat der Deutschen Ehrendenkmünze des Weltkriegs verausgabte zur Deckung der ersten anfallenden Unkosten und zur Schaffung eines Grundkapitals, 1921/22  „Notgeldscheine“. Sie wurden als Gutscheine verkauft,  waren vielfarbig und künstlerisch sehr schön gestaltet. Die Entwürfe lieferte der bekannte Tiermaler und Buchillustrator Moritz Pathé (1893–1956), dessen Signatur sie auch auf der Vorderseite tragen. Sie konnten bei Veteranenverbänden als offizielles Zahlungsmittel eingesetzt werden, waren in der Realität aber mehr aufwändig gestaltete Spendenquittungen und Sammlerobjekte – theoretisch jedoch jederzeit wieder einlösbar. Das Notgeld wurde als Postwurfsendung im Satz von 6 Scheinen zu je 2 M (Nennwert jeweils 200 Pfennig) in einem eigenen Tütchen verschickt und zeigt jeweils auf der Vorderseite die Medaille und einen Eichbaum, rückseitig Städteansichten aus den nach dem Weltkrieg abgetrennten Gebieten (Straßburg, Metz, Danzig, Thorn, Posen, Hadersleben).
Zwischen 1926 und 1934 erschien außerdem eine eigene Zeitschrift mit dem Titel: „Deutsche Ehrenlegion“ in einer Auflage von ca. 5.000 Stück.
Für verdiente Mitglieder der deutschen Ehrenlegion wurde 1928 ein „Ritterkreuz der deutschen Ehrenlegion“ gestiftet, ein versilbertes, frontseitig emailliertes Steckkreuz, mit entsprechendem Schriftzug im Zentrum, das jedoch eine reine Vereinsauszeichnung darstellt.